# PHF7
PHF7 (англ. PHD finger protein 7) – білок, який кодується однойменним геном, розташованим у людей на короткому плечі 3-ї хромосоми. Довжина поліпептидного ланцюга білка становить 381 амінокислот, а молекулярна маса — 43 767.
| 10         |  | 20         |  | 30         |  | 40         |  | 50         |
| ---------- |  | ---------- |  | ---------- |  | ---------- |  | ---------- |
| MKTVKEKKEC |  | QRLRKSAKTR |  | RVTQRKPSSG |  | PVCWLCLREP |  | GDPEKLGEFL |
| QKDNISVHYF |  | CLILSSKLPQ |  | RGQSNRGFHG |  | FLPEDIKKEA |  | ARASRKICFV |
| CKKKGAAINC |  | QKDQCLRNFH |  | LPCGQERGCL |  | SQFFGEYKSF |  | CDKHRPTQNI |
| QHGHVGEESC |  | ILCCEDLSQQ |  | SVENIQSPCC |  | SQAIYHRKCI |  | QKYAHTSAKH |
| FFKCPQCNNR |  | KEFPQEMLRM |  | GIHIPDRDAA |  | WELEPGAFSD |  | LYQRYQHCDA |
| PICLYEQGRD |  | SFEDEGRWCL |  | ILCATCGSHG |  | THRDCSSLRS |  | NSKKWECEEC |
| SPAAATDYIP |  | ENSGDIPCCS |  | STFHPEEHFC |  | RDNTLEENPG |  | LSWTDWPEPS |
| LLEKPESSRG |  | RRSYSWRSKG |  | VRITNSCKKS |  | K          |  |            |

A: Аланін

C: Цистеїн

D: Аспарагінова кислота

E: Глутамінова кислота

F: Фенілаланін

G: Гліцин

H: Гістидин

I: Ізолейцин

K: Лізин

L: Лейцин

M: Метіонін

N: Аспарагін

P: Пролін

Q: Глутамін

R: Аргінін

S: Серин

T: Треонін

V: Валін

W: Триптофан

Задіяний у такому біологічному процесі, як альтернативний сплайсинг. 
Білок має сайт для зв'язування з іонами металів, іоном цинку. 
Локалізований у ядрі.